# Langenæsparken
Langenæsparken er en offentlig park i kvarteret Langenæs i Aarhus C, Danmark. Den liger vest for området Frederiksbjerg langs den buede vej Langenæs Allé mod syd og Aarhus' jernbaneterræn mod nord. Langenæsparken er en af de største parker i byen, og den består hovedsageligt af græsområder med spredte træer, og med et større område dedikeret til sportsfaciliteter. Dette inkluderer fodboldbaner, en grusbelagt løbesti, discgolf og picnicområde. Den blev anlagt i forbindelse med udviklingen af Langenæsområdet i 1970'erne, og i dag er det hovedsageligt et rekreativt område sammen med Frederiksbjerg Bypark mod vest og Rehabiliteringsparken mod syd. Parken ejes af Aarhus Kommune, men kan lejes til arrangementer.
Langenæsparken huser discgolf-klubben Aarhus Disc Golf Club, der har en 4-huls bane i parken. Sportsklubben Aarhus Idrætsforening af 1900 har klubhus i parken og bruger fodboldbanerne til træningsfaciliteter.